# Kurier Francuski z Liberty, Kansas Evening Sun
Kurier Francuski z Liberty, Kansas Evening Sun (ang. The French Dispatch) – amerykańsko-niemiecki komediodramat z 2021 roku w reżyserii Wesa Andersona. Zdjęcia kręcono w Angoulême (departament Charente).
Film miał pierwotnie zostać zaprezentowany w maju 2020 roku podczas 73. MFF w Cannes, który jednakże został odwołany z powodu pandemii COVID-19. Ostatecznie jego premiera odbyła się rok później, w konkursie głównym na 74. MFF w Cannes. Na ekrany polskich kin film wszedł 19 listopada 2021 roku.

## Fabuła
Na film składają się trzy osobne historie, a całość jest swoistym hołdem dla dziennikarstwa prasowego. Po śmierci redaktora naczelnego amerykańskiego czasopisma wydawanego we Francji redakcja postanawia opublikować wydanie specjalne, w którym mają się znaleźć trzy najlepsze reportaże z 10-letniej historii pisma. Owe trzy opowieści poświęcone są: protestowi studenckiemu, niepoczytalnemu artyście oraz historii kryminalnej.

## Obsada
- Benicio Del Toro – Moses Rosenthaler
- Adrien Brody – Julian Cadazio
- Tilda Swinton – J.K.L. Berensen
- Léa Seydoux – Simone
- Frances McDormand – Lucinda Krementz
- Timothée Chalamet – Zeffirelli
- Lyna Khoudri – Juliette
- Jeffrey Wright – Roebuck Wright
- Bill Murray – Arthur Howitzer, Jr.
- Owen Wilson – Herbsaint Sazerac
- Edward Norton – Szofer

## Nagrody i nominacje
Złote Globy 2022
- nominacja w kategorii najlepsza muzyka

BAFTA 2022
- nominacja w kategorii najlepsza muzyka
- nominacja w kategorii najlepsza scenografia
- nominacja w kategorii najlepsze kostiumy